# Филип Малявин
Филип Андреевич Малявин (на руски: Филѝпп Андрѐевич Маля̀вин) е руски живописец и график, портретист, създател на знаменитата серия от „цветни руски жени“ с елементи на стил модерн.

## Детство
Филип Малявин е роден на 22 октомври 1869 година в село Казанка, Самарска губерния в много бедно, многодетно селско семейство. Научава се да чете и пише от местния фелдфебел, а художествения си талант развива съвсем сам.
На 16-годишна възраст постъпва в руския манастир „Свети Пантелеймон“ в Атон, почти 6 години е послушник в него и работи в ателието за иконопис в манастира. Усвояването на специфичната работа не му отнема много време, тъй като е даровит и старателен ученик. След това обаче престава да следва точно каноните и започва да рисува иконите по свой собствен начин. Малявин не става монах и когато идва времето да отбие военната си служба, го привеждат в град Бузулук, Оренбургска губерния, където се води на отчет. Художникът така и не успява да стане войник. Военният началник в града го помолва да му нарисува картина с коне, като в замяна го освобождава от военна служба и го изпраща обратно в Атон.
През 1891 година там го забелязва руският скулптор и ректор на Императорската художествена академия Владимир Беклемишев, който е силно впечатлен от работите на младия самоук художник. Той прави всичко възможно младежът да бъде освободен от манастира, кани го в Санкт Петербург и го настанява в собствения си дом. По-късно Малявин няколко пъти рисува негов портрет.
На следващата година Филип успешно държи приемен изпит и започва да посещава класа по живопис в Академията като приходящ ученик, а Беклемишев даже успява да му осигури стипендия. Преподавателите са силно впечатлени от природния му талант, страстта му към учението и невероятната му работоспособност. Преминава през всеки клас само за няколко месеца и след две години за него се говори като за завършен художник, готов да се яви на финалния конкурс. След реформите през 1894 година, когато се отменя програмата за получаване на златни медали, в Академията се открива ателие на Иля Репин и Малявин решава да остане още известно време в Академията като негов ученик.

## Младост
Ранните работи на художника са портрети на различни селяни, един от които е „Селянка, закриваща устата си“ (1895). В произведението си „Селска девойка с чорап“ от 1895, той за първи път използва наситените яркочервени цветове, като облича момичето в червени блуза, престилка и рокля, а на главата му поставя също толкова ярък червен шал, огрян от слънцето. За картината „Девойка с книга“ (1895) позира сестра му, която е изобразена, оставила за момент книгата и обърнала глава настрана. С тези две картини Малявин, през 1895 година за първи път участва в изложба на Московското общество на любителите на живописта и те веднага са закупени от Павел Третяков за неговата галерия.
Художникът рисува и портрети на свои съученици от класа на Репин, които му донасят широка известност – на Игор Грабар (1895), Ана Остроумова-Лебедева (1896), Олександър Мурашко и други. Вестниците пишат благосклонно за тях и някои негови платна отново са закупени от Третяков. Заедно със стремежа си да направи верен психологически портрет, Малявин не забравя да допълни и различни предмети, говорещи за професията на изобразения модел. За най-добър портрет от този период се приема този на Константин Сомов (1895), изобразен седнал на дивана с протегнати крака, в непринудена поза.
Много скоро Малявин започва да рисува портрети по поръчка и създава поредица от ефектни творби – „Портрет на госпожа Попова“, „Портрет на баронеса Волф“, а също и забележителни детски образи като „Портрет на Ники Ратков-Рожнов“ и „Момче в матроски костюм“ (1900-те). Палитрата му по това време е съставена от сложни оттенъци на бяло-сиво-черни тонове, леко оживени от петна в червено или жълто.
През 1898 година, вече работейки над конкурсната си картина, създава и няколко истински шедьоври на портретната живопис, като „Старица. Портрет на Даря Татаринцева“, „Селска девойка“, „Портрет на А. И. Малявин“ – бащата на художника.
Голям и разнороден интерес предизвиква платното му „Смях“ от 1899 година, което е създадено като конкурсна работа. Някои го хвалят вдъхновено, а други яростно се нахвърлят върху него. На картината е изобразена група весело смеещи се руски жени в яркочервени дрехи на зелена поляна като фон. Необичайно яркият колорит и широкият, разтегнат, небрежен маниер на рисуване, както и някои преднамерено незавършени фрагменти, предизвикват жив интерес и ожесточени спорове. Съветът на професорите в Академията отхвърля неочакваното и смело произведение и присъжда на Малявин званието „художник“ за серия негови портрети, но не и за конкурсната му работа. През 1900 година младежът изпраща спорната картина на Световното изложение в Париж, където тя предизвиква огромен интерес и е удостоена със златен медал. На следващата година, на международна изложба във Венеция, тя е закупена от Венецианския музей за съвременно изкуство.
Малявин се завръща се в Русия с широка европейска известност и напълно обезпечен. Скоро след това се оженва за Н. Н. Новак-Савич, студентка в Художествената академия. През 1900 година купува чифлик недалеко от Рязан и се заселва там със семейството си.

## Зрелост
1900-те години стават период на разцвет в творчеството на Малявин, през който той създава най-добрите си картини. Главен персонаж в тях са селянки в ярки, червени дрехи, а селският женски тип става любим за художника. Той ги изобразява в цял ръст на вертикални платна, като разполага фигурите така, че да заемат почти цялото пространство и използва точка на зрение от долу нагоре. Пълната сила на червения цвят зазвучава в картините на Малявин за първи път, след древната руска иконопис. Неговите девойки и жени са със страстни лица, пламенни погледи, красиви, млади и здрави. Особено популярни стават картините „Жена в жълто“ (1903), „Жена“ (1903), „Девойка“ (1903), „Две девойки“ (1910).
През този период художникът продължава да рисува и портрети на свои съвременници, като създава поредица от интересни произведения в този жанр – „Портрет на Сергей Дягилев“, театрален и художествен деец и един от основателите на групата „Мир искусства“, както и изящния „Портрет на момиче. Александра Боткина“ (1902), която е изпълнена с пастели. Детето е внучка на Павел Третяков.
През 1903 година Малявин става член на новосъздадената в Москва организация Съюз на руските художници, в устава на която е записано, че нейните членове имат право да участват в изложби, без предварително одобрение от жури. На изложбата през 1901 година в Москва, той показва голямото платно „Три жени“, което отново предизвиква вълна от разнородни мнения. Картината, както и част от последните му творби, поразява с необичайността си, смелата си цветова гама и изразните средства на изпълнение. Тук жените са изобразени на неутрален фон, с което той постига още по-голяма степен на декоративност. По-късно картината е закупена от Люксембургския музей в Париж.
През 1905 година Малявин рисува най-голямото си платно „Вихър“, показано на третата изложба на Съюза на руските художници на следващата година. Картината е възприета от съвременниците му като непосредствена връзка с революционните настроения на епохата. На нея са нарисувани пет селянки, които радостно се смеят под силата на неочаквано връхлетял върху тях вятър, който разбърква в едно общо техните сини, зелени и червени рокли. Лицата на жените с различни изражения, буквално потъват в хаоса на пъстри, блестящи, мозаични мазки, нахвърлени изключително темпераментно. Картината веднага е закупена от Съвета на Третяковската галерия.
Продължавайки да развива традициите на реалистичната живопис на передвижниците, Малявин разработва жанра на селския портрет по особен, самостоятелен маниер. Външният вид и вътрешната душевност на селяните в неговите картини могат да предизвикат различни чувства – гордост, страх, уважение, презрение, само не жалост или състрадание, на които особено държат живописците от по-старото поколение. Неговите герои са пълни с достойнство и величие, а техните спокойни, умни лица и гордата им осанка впечатляват зрителя. Малявин подхожда по свой собствен начин и към традиционната народна тема в руската живопис, като акцентира върху стихийното начало в женските образи и им придава известна монументалност. С условния си фон, липсата на дълбочина на пространството и необичайните ярки цветове, смелият му начин на рисуване подчертава декоративния характер в неговите работи. В началото на 20 век обаче, произведенията му често са неразбрани и се оценяват като своеобразно предизвикателство.
През 1906 година, 37-годишният художник получава званието академик, заминава на тригодишно пътешествие извън страната и дълго живее в Париж. След завръщането си в Русия, предизвиква интереса на публика и критика и отново започва да се говори за него. На осмата изложба на Съюза на руските художници през 1911 година, излага голямото си платно „Семеен портрет“, над което работи в продължение на 3 години и за което е организирано тържествено откриване. Картината е нарисувана в маниера на салонната живопис и критиката единодушно я обявява за художествен провал.
От този момент художникът започва много рядко да излага картините си, въпреки че продължава да работи интензивно. Рисува портрети по поръчка, увлича се по кавалетната графика и продължава да създава портрети на селяни.
Чак през 1916 година, на изложба отново се появяват няколко негови картини, в една от които се връща към старата си тема – „Жени“ с алтернативно заглавие „Зеленият шал“ (1914) и няколко селски портрета. Образите, които сега рисува, са коренно различни от досегашните, те са тъжни, намусени, неприветливи, даже външно неприятни и привличат не с пъстри дрехи, а с тъмната си и дива природа.
През 1918 година Малявин и семейството му се заселват в Рязан, където художникът за кратко се занимава с преподавателска дейност. През 1920 година се местят в Москва, а последното му произведение, рисувано в Русия е портретът на руския писател, изкуствовед и революционер Анатолий Луначарски. Той е показан през 1922 година на изложба на Асоциацията на художниците от революционна Русия.
Луначарски запознава художника с Ленин и му издейства пропуск за влизане в Кремъл с идеята той да рисува портрети на партийните лидери. Малявин така и не довършва картини, посветени на вождовете на революцията, а само нахвърля някои ескизи за евентуални бъдещи портрети, включително и на Ленин.

## Графика
Графиката е област от творчеството му, в която той запазва цялата сила на своето дарование до края на живота си. Многочислените му рисунки са забележителни по своето майсторско изпълнение. В тях се проявява не само остротата и умението да се схване и предаде най-важното, но и тънък вкус, в липсата на който за живописните му творби често го упрекват. Запазени са цели албуми с негови графики – завършени картини и просто ескизи и скици. В тях са запечатани образите на възрастни и деца, на артисти и художници, и на множество от тях може да се види Репин. Рисува и голямо количество автопортрети, част от които са само скицирани или леко нахвърлени с молив.
За графичните си творби художникът най-често използва бяла хартия и използва леки, тънки линии, като успява да предаде чувство за пространство, въздух и светлина. Понякога въвежда цветни петна – с червен или жълт молив подчертава кърпа на главата, на раменете, или някой друг детайл.
За работата си обикновено ползва цели пръчки графит, подострени във формата на остра шпатула, което му позволява, без да сменя графита, да прекарва линии с различна дебелина. Създава свой стил на рисуване, отличаващ се с жизненост и характерно полагане на леките щрихи, който не може да се сбърка с работите на други художници.

## Франция
През 1922 година Малявин заминава заедно със семейството си зад граница, получавайки разрешение за организиране на своя самостоятелна изложба. Оставя част от албумите си на художника Александър Григориев, според който в тях се съдържат над 2000 графични автопортрета на Малявин. Семейството се заселва в Париж, след това – в Ница и повече не се връща в Русия. От този момент в Кремъл не се споменава нещо за неговата работа. По-късно въз основа на своите кремълски рисунки Малявин създава цикъл от зли карикатури. През 1924 година в галерията „Шарпантие“ е организирана негова изложба, която преминава с голям успех.
Живописните и графични произведения на Малявин от тези години, неизменно са посветени на руската тема и нерядко се превръщат в гротеска. Понякога изпраща свои картини на изложби в Русия. Във Франция продължава да рисува портрети и се увлича по пейзажната живопис. Най-известните портрети от този период са тези на балерината Александра Балашова (1924) и на певицата Надежда Плевицка от 1929 година.

## Последни години
През 1930-те Малявин се занимава с организиране на свои изложби в различни европейски градове. Окупацията на Белгия през Втората световна война го заварва в Брюксел, където рисува поредния поръчан портрет. Тъй като не знае чужди езици, той е обвинен от властите в шпионаж и задържан. По-късно го освобождават и 70-годишният художник е принуден да се добере до Ница пеш, където по това време се намира домът му.
Това пътуване се отразява сериозно на здравето му и на 23 декември 1940 година той умира в къщата си в Ница. За да може семейството да организира достойно погребение, дъщеря му продава някои негови картини почти на безценица.
- Портрети
- Художникът Игор Грабар (1895)
- Художникът Константин Сомов (1895)
- Художничката Елизавета Мартинова (1897)
- Андрей Малявин, баща на художника (1898)
- Старица. Портрет на Даря Татаринцева (1898)
- Момче в матроски костюм (1900-те)

- Автопортрет със семейството си
- Автопортрет
- Портрет на момиче. Александра Боткина (1902)
- Смееща се жена
- Посланик Смирнов
- Певицата Надежда Плевицка (1929)

- Селски бит
- Весел селянин
- Две руски красавици (1905)
- Жени (1905)
- Клюка
- Верка (1913)
- Народна песен (1925)

- Графика
- Момиченце
- Портрет на Ана Остроумова-Лебедева
- Художникът Леон Бакст
- Женски фигури (ескиз)
- Жена, мереща обеци
- Руска селянка (ескиз)